# Мост Маршала Антонеску
Мост Маршала Антонеску (нем. Marschal-Antonescu-Brücke; после 1943 — «Автогужевой мост») — первый высоководный автомобильный мост через реку Дон в Ростове-на-Дону в створе Таганрогского проспекта (ныне Будённовский проспект). Разрушен в 1943 году при освобождении города советскими войсками. В 1943—1947 годах был перестроен и усовершенствован с использованием опор разрушенного моста и стал называться Автогужевым.

## История

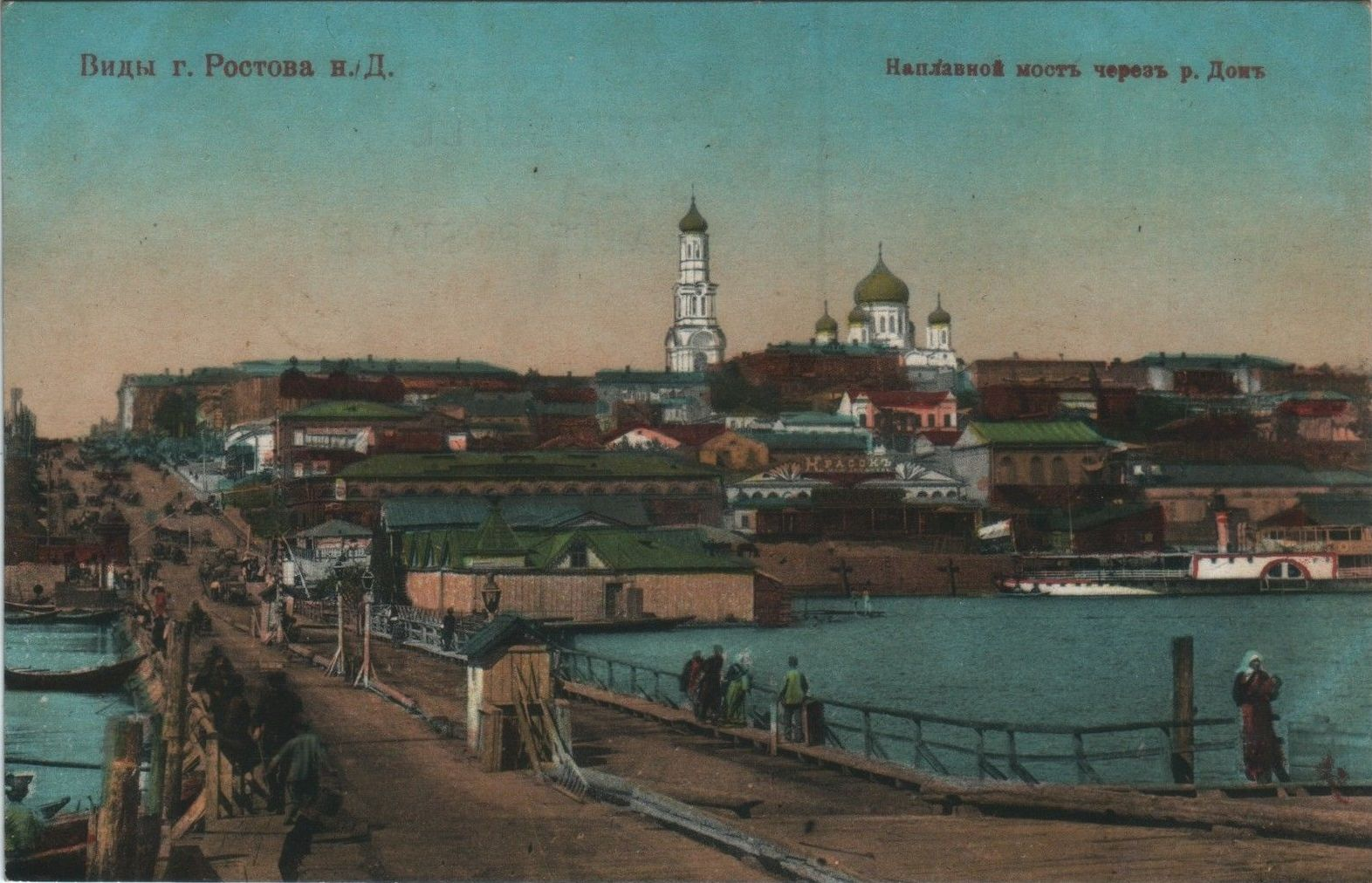
Донской мост. Открытка начала XX века

Изначально в Ростове-на-Дону не существовало высоководного автомобильного моста через Дон. В 1781 году в створе Таганрогской улицы на Левбердон был протянут наплавной мост, который позволил переправлять грузы с одного берега на другой без труда. Он получил название «Донской мост».
Но такая переправа оказалась не очень практичной, потому что в зимнее время года её приходилось разбирать, чтобы лед не разрушил опоры. Из-за местного климата температура зимой редко опускается ниже минус пяти градусов по Цельсию, поэтому река не всегда промерзала достаточно, чтобы через неё можно было переправляться безопасно. Это добавляло трудностей в торговле и коммуникациях.
После революции 1917 года и прихода к власти большевиков, по всей стране была организована проверка действующей инфраструктуры на предмет соответствия новым требованиям индустриализации. В 1932 году Донской мост был перестроен и укреплен за счет новой конструкции. Но о начале постройки высоководного моста речи не шло, хотя предложения строительства были.
17 сентября 1937 года Азово-Черноморский край был разделен на два субъекта — Ростовскую область и Краснодарский край. В связи с этим были выпущены указы об улучшении инфраструктуры Ростовской области. Руководством СССР было дано распоряжение о строительстве дорог, соединяющих крупные города области с административным центром — Ростовом. На местном уровне было предложено построить дороги ещё и между крупными городами, которые бы позволили упростить коммуникации между колхозами. Частичное финансирование этого строительства должны были исполнить сами колхозы, а частично государственная казна.
В 1942 году, после первой недельной оккупации города, на месте Донского моста был построен прочный плашкоутный мост смешанного типа. Он был способен выдержать вес тяжелых машин, чтобы обеспечить быструю переправку соединений Красной армии ближе к фронту. Этот мост был разрушен войсками вермахта в июле 1942 года, когда город был оккупирован во второй раз.

### Во время оккупации
Примерно на 70 метров выше по течению был наведен наплавной мост по немецкой конструкции, который постоянно модернизировался, судя по сохранившимся фотографиям того времени. На месте разрушенного Донского моста, в створе Таганрогского проспекта, было начато строительство первого высоководного моста через Дон. Это событие было широко освещено в Третьем рейхе, сохранилась радостная открытка о начале строительства этого моста.
Возведённый мост был назван в честь румынского кондукэтора маршала Йона Антонеску. Об этом свидетельствует сохранившийся дневник румынского лейтенанта подразделения авиационных инженеров Черманеску И., который описывал свои впечатления от поездки в Советскую Россию по дням:
От здания театра мы прошли на окраину города к Дону. Там увидели разрушенную пристань. Мост через реку тоже разрушен. Немцы построили понтонный мост для тяжелой техники. Рядом с ним они строят еще один мост, имени маршала Антонеску, на дубовых сваях.
Помимо сведений из дневника, существует фотография, на которой можно видеть въезд на мост, а на опоре моста табличка с его названием на немецком языке.

### После освобождения
После того, как 14 февраля 1943 года Ростов-на-Дону был освобожден от немецких войск, мост Маршала Антонеску был взорван. На его опорах был построен мост с большей шириной проезжей части, а также с пешеходными тротуарами по бокам. Предположительно в 1950-е годы по мосту было проведено освещение. До 1965 года это был единственный въезд в Ростов-на-Дону с левого берега. Также мост соединял улицу Шоссейную, ведущую на Батайск, с Будённовским проспектом. Новый мост был назван Автогужевым по его прямому назначению.
В связи с постройкой Ворошиловского моста в 1965 году Автогужевой мост был разобран. На его месте сохранились старые бетонные платформы на Левбердоне в районе полуострова, образованного портовым заливом Ковш.